# Un drôle de manège
Un drôle de manège (Bart Carny) est le 12e épisode de la saison 9 de la série télévisée d'animation Les Simpson.

## Synopsis
Marge veut que Petit Papa Noël sorte aller "faire ses besoins", mais il refuse. La cause, le gazon est haut, il y a un serpent qui est caché et il y a des jouets partout. Donc Marge oblige Lisa et Bart à nettoyer le jardin, mais évidemment ils refusent. Il y a une fête foraine, et Bart et sa sœur ont donc besoin d'argent (qui l'appellent sous les onomatopées ding, ding, ding, ding). Mais Homer leur en donne. À la suite de cette fête, Homer se fait passer pour un pigeon devant un forain, Monsieur Cooder et son fils, Spud. Ensuite ils décident d'aller voir les attractions. Il y a un chameau (ou dromadaire) qui parle et une limousine de marque Mercedes-Benz qui appartenait à Hitler
Après que Bart ait endommagé la limousine de Hitler, Homer est obligé de travailler dans un stand de foire.
Homer ne comprend pas que le chef Wiggum lui réclame un bakchich. Les deux forains, Cooder et son fils Spud perdent donc leur stand. Homer qui tient à honorer le code d'honneur des forains les invite à la maison. Afin de prouver leur gratitude, les forains leur offrent un ticket pour un tour sur un bateau à fond vitré. À leur retour, les Cooders, qui ont pris possession de leur maison, ne les laissent pas rentrer. Le chef Wiggum, qui n'a pas oublié le coup du pot de vin, ne veut rien entendre et ils sont obligés d'aller vivre dans la cabane de Bart. À la fin, Homer arnaque les Cooder en leur proposant de jouer la maison au jeu même du stand : coiffer la cheminée avec un hoola-hop. Mais ils se ruent vers leur maison et les Cooder la perdent.